# Burgtheater (Budapest)

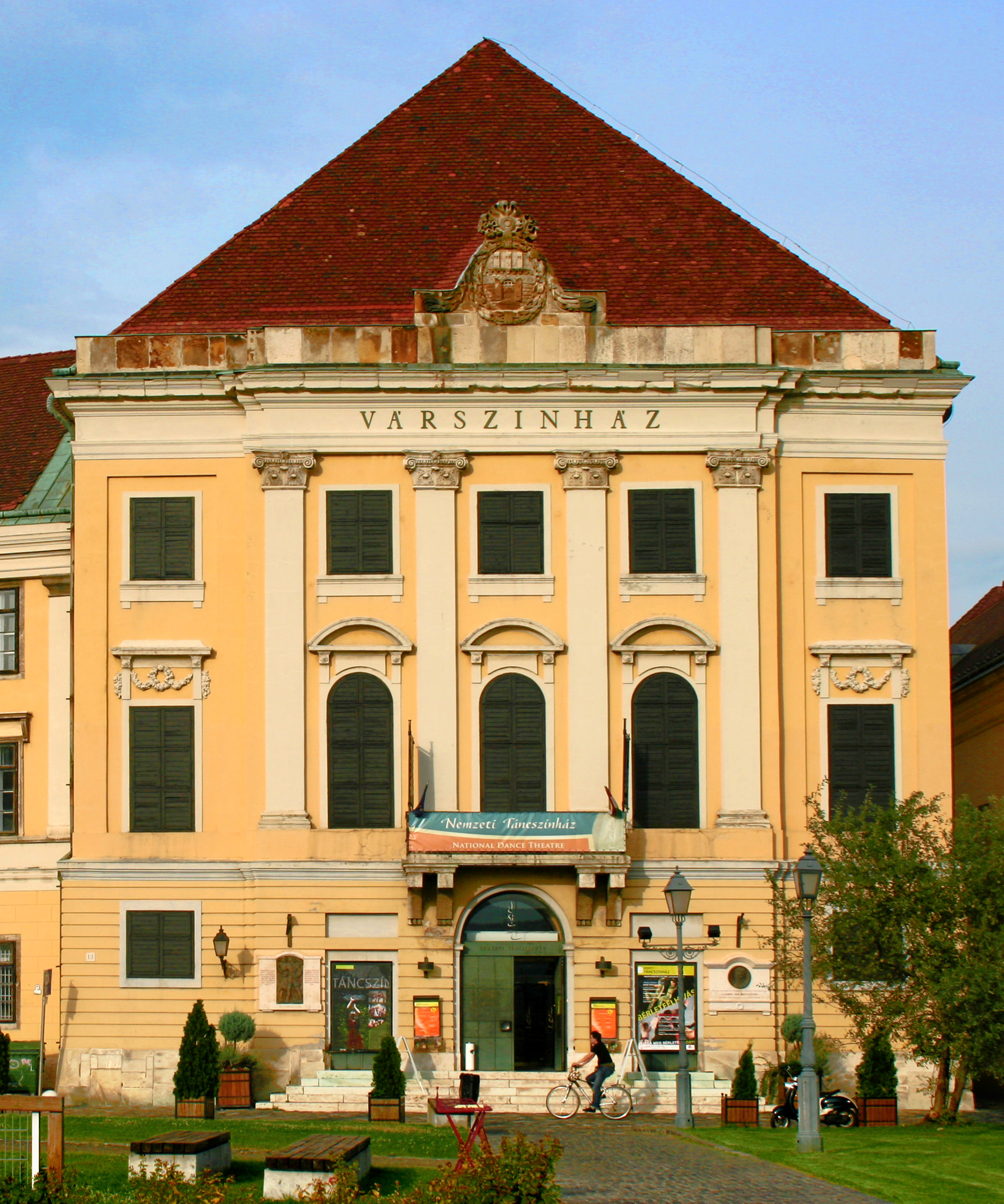
Das Burgtheater von Budapest

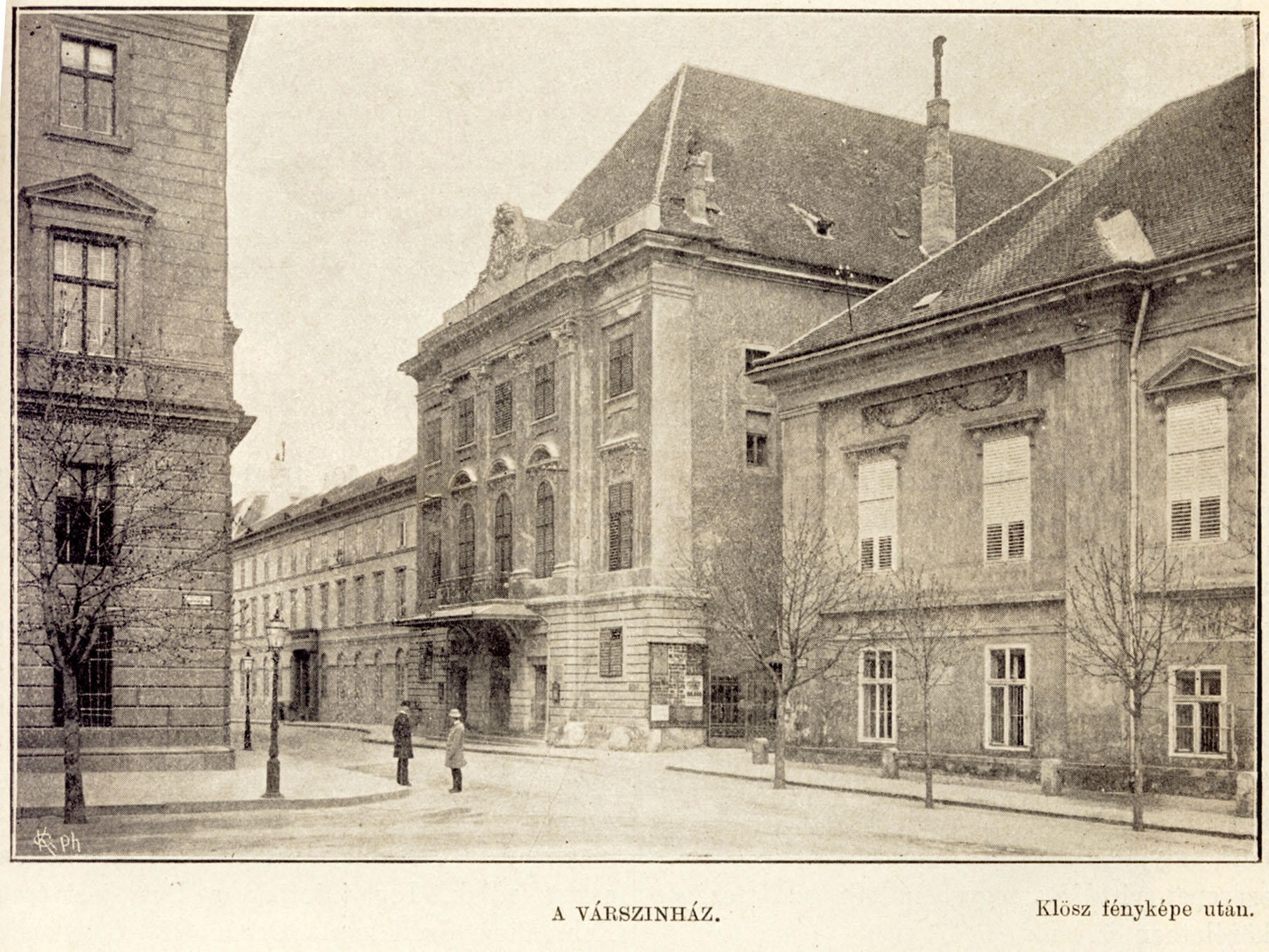
Fotografie vom Burgtheater (1899)

Das Burgtheater (ungarisch: Várszínház) im ehemaligen Karmeliterkloster im Burgviertel existierte bis 2001 und war Budapests ältestes ständiges Theater.

## Geschichte
An Stelle des heutigen Theaters stand im 13. Jahrhundert ein Franziskanerkloster mit einer 1270 erbauten Franziskanerkirche, die den Heiligen Johannes geweiht wurde. In dieser Kirche wurde der letzte Arpad, König Andreas III. zur letzten Ruhe gebettet.
Mit der Türkenherrschaft wurde die dortige Kirche zu einer Moschee (nach dem Pascha von Ofen Pasa Dzsami) umgewandelt. 1686 stürzte das Gebäude bei der Belagerung von Ofen ein. Eine neue Barockkirche entstand 1725–1736 für einen Karmeliterorden.
1784 löste König Joseph II. den Orden auf und ordnete 1786 die Umwandlung zu einem Theater an, bei dem die Stücke in deutscher Sprache aufgeführt wurden. Mit den Umbauarbeiten wurde Wolfgang von Kempelen beauftragt. Am 17. Oktober 1787 wurde der Bau als Deutsches Theater  von Ofen eröffnet. Die erste Aufführung in ungarischer Sprache erfolgte erst am 25. Oktober 1790, sie wurde als „Gastspiel“ von der Theatergruppe des László Kelemen aufgeführt. Im Theater wurde mehrheitlich in deutscher Sprache gespielt, ungarische Aufführungen gab es als „Gastaufführungen“ nur sehr selten. Ludwig van Beethoven gab hier am 7. Mai 1800 ein Konzert.
Ab dem Jahre 1870 wurde der Bau als „Kammertheater des Ungarischen Nationaltheaters“ genutzt. Außerdem wurde das Theater von verschiedenen privaten Theatergruppen bespielt.
Ab 1924 wurde es weiterhin von privaten Theatergruppen genutzt, bis es im Jahre 1925 geschlossen wurde.
Das Gebäude wurde bei der Schlacht um Budapest 1944 schwer beschädigt. Der Innenraum wurde vollkommen verwüstet.
Die gegenüberliegenden Gebäude wurden unter kommunistischer Herrschaft abgerissen und ein freier Raum entstand vor dem Theater. Archäologische Ausgrabungen wurden davor ausgeführt. Im Jahre 1977 wurde es wieder aufgebaut, wobei die ursprüngliche Außenfassade beibehalten wurde. Der Innenausbau wurde jedoch vollkommen neu gestaltet. Im Herbst 1977 wurde das Haus als „Volkstheater“ neu eröffnet.
Im Jahr 2001 wurde das Burgtheater als Sprechtheater geschlossen, und das Nemzeti Táncszínház (dt. Nationale Tanztheater) zog in die Räumlichkeiten ein. Im Zuge der Verlegung des Amssitzes des Ministerpräsidenten von Ungarn in das ehemalige Karmeliterkloster, dessen Gebäudekomplex auch die Räumlichkeiten des ehemaligen Burgtheaters beinhaltet, zog das Tanztheater im Jahr 2014 in ein neues Gebäude um.
Eine Gedenktafel an der Außenfassade wurde zum 200-jährigen Gedenken angebracht.